# Euselates trifasciata
Euselates trifasciata är en skalbaggsart som beskrevs av Ernst Gustav Kraatz 1894. Euselates trifasciata ingår i släktet Euselates och familjen Cetoniidae. Inga underarter finns listade i Catalogue of Life.